# フランスの最も美しい村

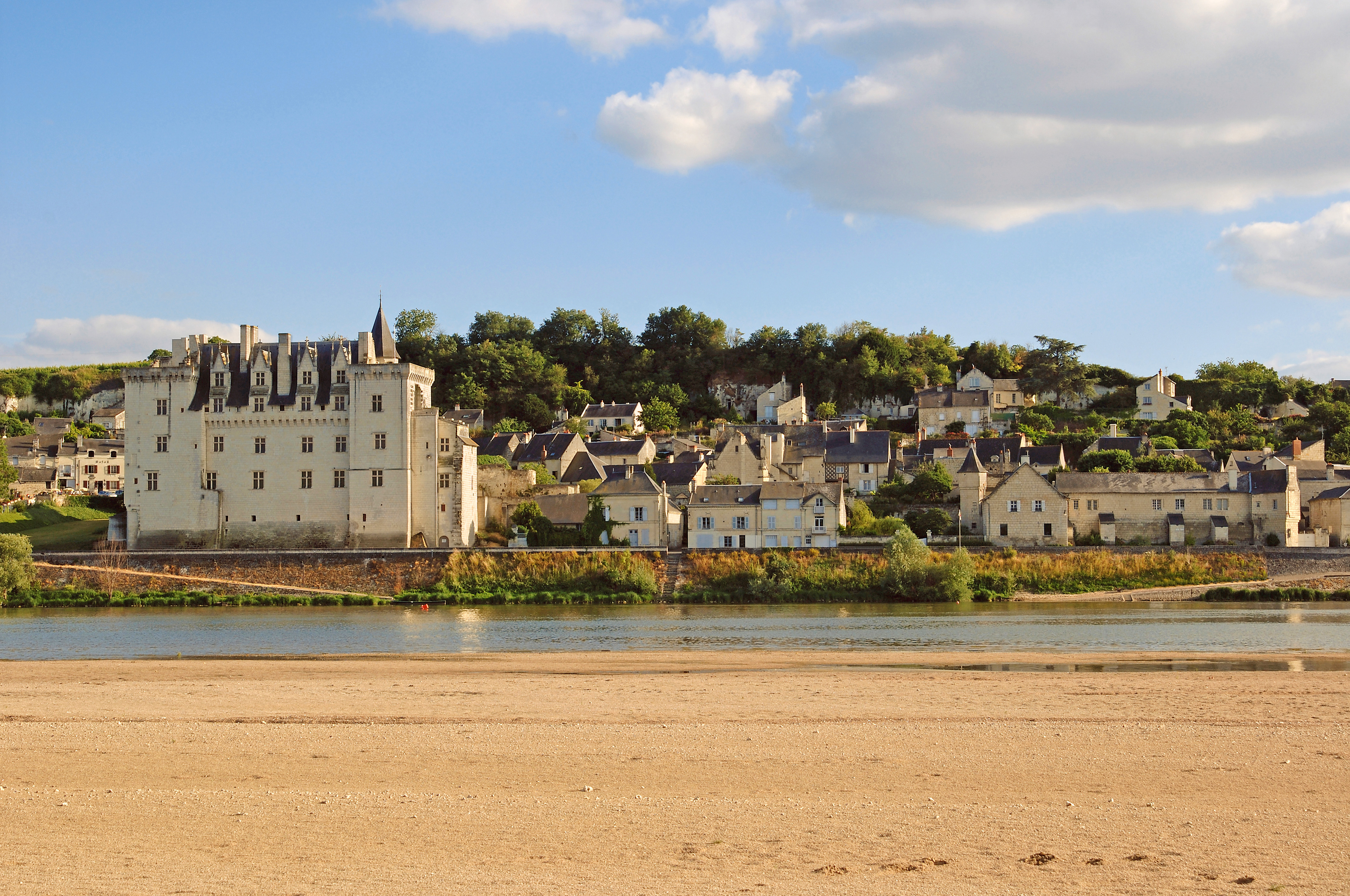
モンソロー

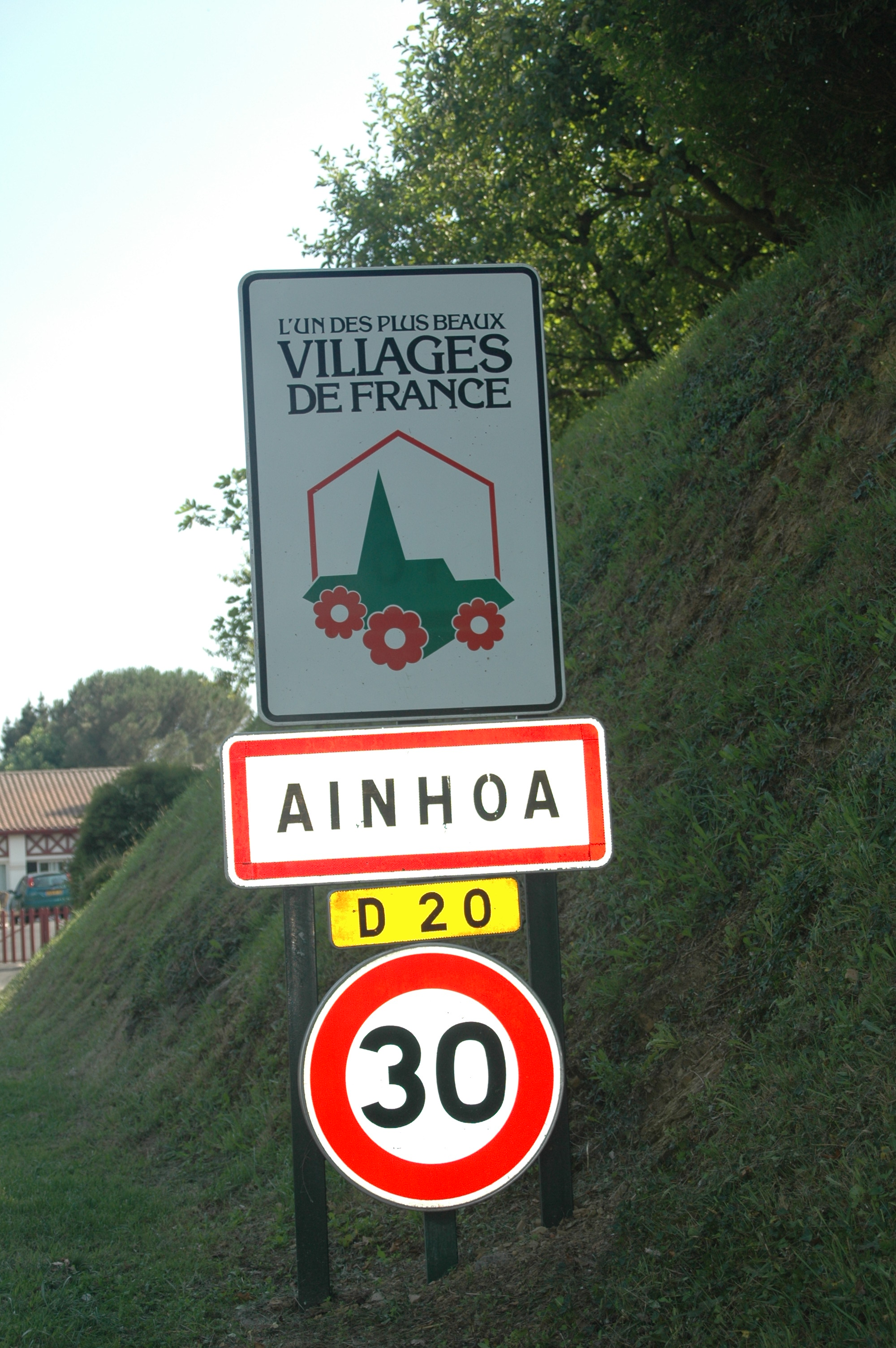
認定を受けた証

フランスの最も美しい村（フランスのもっともうつくしいむら、仏: Les plus beaux villages de France）は、1982年にフランスコロンジュ＝ラ＝ルージュ（コレーズ県）で設立された協会である。その目的は質の良い遺産を多く持つ田舎の小さな村の観光を促進することにある。協会の所在地はコロンジュ＝ラ＝ルージュであるが、事務局はクレルモン＝フェランに置いている。現在、協会の長を務めるのは元ゴルドの長であったモーリス・シャベールである。
協会ではブランドの信頼性と正当性を高めるために厳しい選考基準を設けている。協会の定めた基準はいくつもあるが要約すると以下の3点である。
- 人口が2000人を超えないこと
- 最低2つの遺産・遺跡（景観、芸術、科学、歴史の面で）があり土地利用計画で保護のための政策が行われていること
- コミューン議会で同意が得られていること

従って景観を破壊するような建物や設備は制限される。このことで経済発展は妨げられるが観光の面ではプラスになる。また、認定後にも審査があり、資格が剥奪されることもある。2018年10月時点で158のコミューンと数千の会員を有している。
類似の団体として、ベルギーのワロン地域の「ワロンの最も美しい村協会」やイタリアの「イタリアの最も美しい村協会」、日本の「日本で最も美しい村」連合 （2006年–）などが挙げられ、これらが参加する「世界の最も美しい村連合会」も設立されている。

## フランスの最も美しい村の一覧

### アルザス地域圏
- バ＝ラン県
  - アンスパック（ Hunspach）

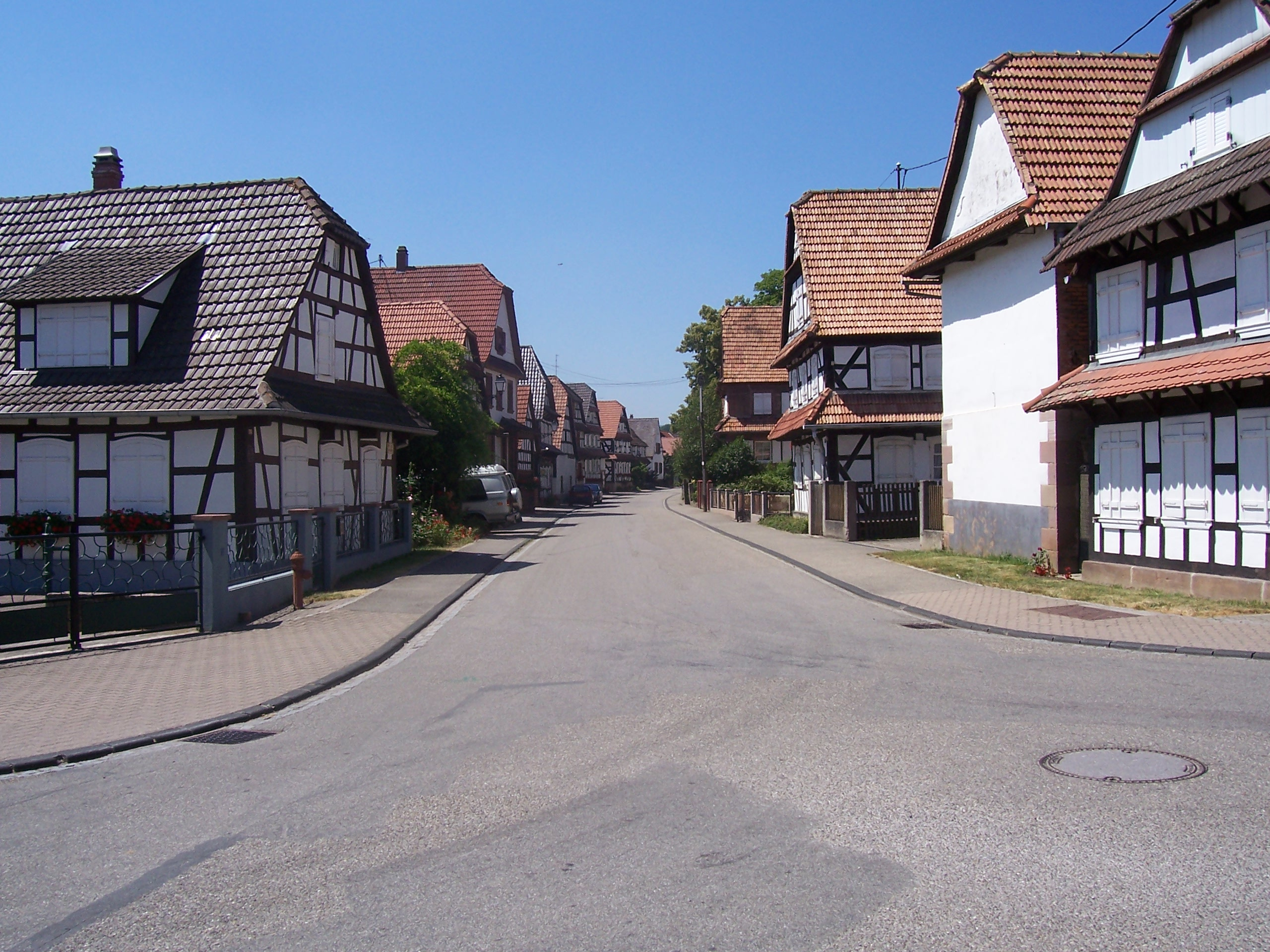
アンスパック

  - ミッテルベルカイム（ Mittelbergheim）
- オー＝ラン県
  - エギスハイム（Eguisheim）
  - ウナヴィール （fr:Hunawihr）
  - リクヴィール（Riquewihr）

### アキテーヌ地域圏
- ドルドーニュ県
  - ベルヴェス（フランス語版）
  - ベルナック（エ・カズナック fr:Beynac-et-Cazenac）
  - カステルノー＝ラ＝シャペル（fr:Castelnaud-la-Chapelle）
  - ドンム （Domme）
  - （fr:Limeuil）
  - モンパズィエ（フランス語版）
  - ラ・ロック＝ガジャック（フランス語版）
  - （fr:Saint-Amand-de-Coly）
  - （fr:Saint-Jean-de-Côle）
  - （fr:Saint-Léon-sur-Vézère）

- ロット＝エ＝ガロンヌ県
  - （fr:Monflanquin）
  - （fr:Pujols (Lot-et-Garonne)）
- ピレネー＝アトランティック県
  - アイノア（フランス語版）
  - ラ・バスティッド＝クレーランス（ La Bastide-Clairence）
  - ナヴァランクス（fr:Navarrenx）
  - サン＝ジャン＝ピエ＝ド＝ポル（ Saint-Jean-Pied-de-Por）
  - サール（フランス語版）

ジロンド県とランド県は該当するコミューンなし。

### オーヴェルニュ地域圏
- アリエ県
  - （ fr:Charroux (Allier)）
- カンタル県
  - サレール（ Salers）
  - （ fr:Tournemire (Cantal)）
- オート＝ロワール県
  - アルランド （Arlempdes）
  - ブレール（フランス語版）
  - ラヴォデュー （ Lavaudieu）
  - プラデル (オート＝ロワール県)（ Pradelles）
- ピュイ＝ド＝ドーム県
  - モンペルー（ Montpeyroux）
  - ユソン (ピュイ＝ド＝ドーム県)（ Usson）

### ブルゴーニュ地域圏
- コート＝ドール県
  - シャトーヌフ（フランス語版）
  - フラヴィニー＝シュル＝オズラン（フランス語版）
- ソーヌ＝エ＝ロワール県
  - （fr:Semur-en-Brionnais）
- ヨンヌ県
  - ノワイエ（fr:Noyers (Yonne)）ノワイエ（フランス語版）
  - ヴェズレー（ Vézelay）

ニエーヴル県は該当するコミューンなし。

### ブルターニュ地域圏
- コート＝ダルモール県
  - モンコントゥール (コート＝ダルモール県)（ Moncontour）
- フィニステール県
  - ロクロナン（ Locronan）
- イル＝エ＝ヴィレーヌ県
  - （fr:Saint-Suliac）
- モルビアン県
  - ロシュフォール＝アン＝テール（Rochefort-en-Terre）

### サントル＝ヴァル・ド・ロワール地域圏
- シェール県
  - アプルモン・シュル・アリエ fr:Apremont-sur-Allier）
- アンドル県
  - ガルジレス・ダンピエール（フランス語版）
  - サン＝ブノワ＝デュ＝ソー（fr:Saint-Benoît-du-Sault）
- アンドル＝エ＝ロワール県
  - カンド＝サン＝マルタン（Candes-Saint-Martin）
  - （fr:Crissay-sur-Manse）
  - モントレゾール（フランス語版）
- ロワール＝エ＝シェール県
  - （Lavardin）
- ロワレ県
  - （fr:Yèvre-le-Châtel

### コルス地方公共団体
- コルス＝デュ＝シュド県
  - （fr:Piana）
- オート＝コルス県
  - サンタントニノ（Sant'Antonino）

### フランシュ＝コンテ地域圏
- ドゥー県
  - （fr:Lods）
- オート＝ソーヌ県
  - ペスム（Pesmes）
- ジュラ県
  - ボーム・ル・メッシュー（フランス語版）
  - シャトー＝シャロン（Château-Chalon）

### イル＝ド＝フランス地域圏
- ヴァル＝ドワーズ県
  - ラ・ロシュ・ギュイヨン（フランス語版）

### ラングドック＝ルシヨン地域圏
- オード県
  - ラグラス（Lagrasse）
- ガール県
  - エゲーズ（fr:Aiguèze）
  - （fr:La Roque-sur-Cèze）
  - （Montclus）
- エロー県
  - ミネルヴ（Minerve）
  - （fr:Olargues）
  - サン・ギレーム・デゼール（フランス語版）
- ロゼール県
  - （fr:La Garde-Guérin）
  - サンテニミー（Sainte-Enimie）
- ピレネー＝オリアンタル県
  - カステルヌー（Castelnou）
  - エウス（Eus）
  - （fr:Évol）
  - （fr:Mosset）
  - ヴィルフランシュ＝ド＝コンフラン（Villefranche-de-Conflent）

### リムーザン地域圏
- コレーズ県
  - コロンジュ＝ラ＝ルージュ（Collonges-la-Rouge）
  - キュルモント（Curemonte）
  - （fr:Saint-Robert (Corrèze)）
  - （fr:Ségur-le-Château）
  - テュレンヌ (コレーズ県)（Turenne）
- オート＝ヴィエンヌ県
  - （fr:Mortemart）

### ロレーヌ地域圏
- モゼル県
  - ロドマック（フランス語版）
  - （fr:Saint-Quirin）

### ミディ＝ピレネー地域圏

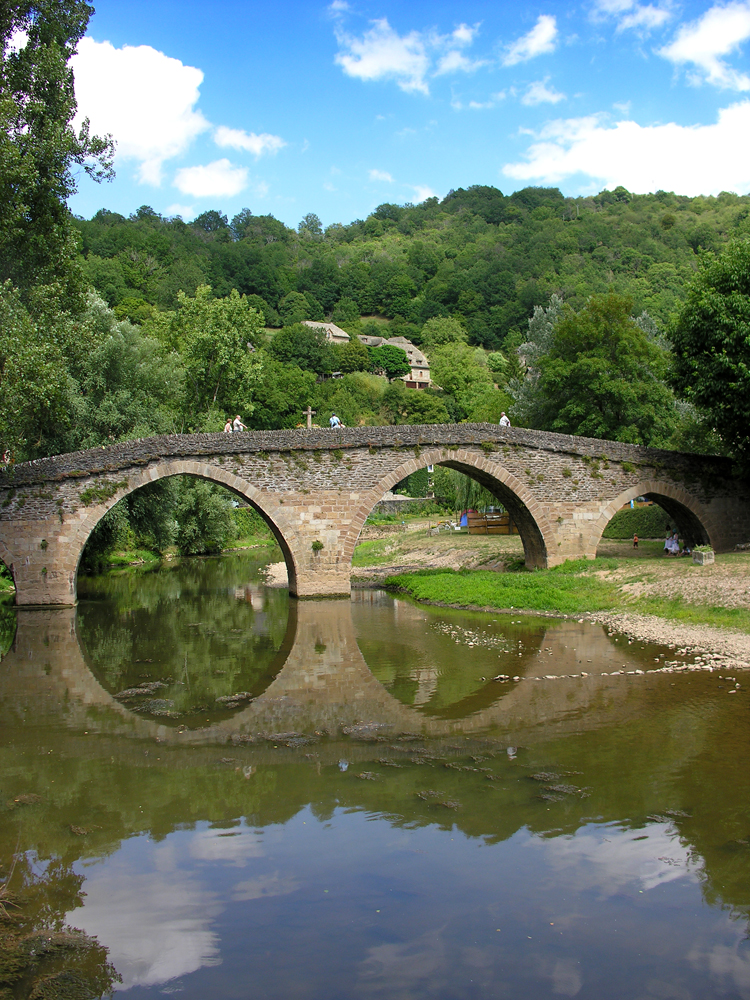
ベルカステル

- アリエージュ県
  - カモン（フランス語版）
  - サン・リジィエ （fr:Saint-Lizier）

- アヴェロン県
  - ベルカステル（Belcastel）
  - （fr:Brousse-le-Château）
  - コンク（Conques）
  - （fr:La Couvertoirade）
  - エスタン (アヴェロン県) （Estaing）
  - （fr:Najac）
  - （Peyre）
  - （fr:Saint-Côme-d'Olt）
  - （fr:Sainte-Eulalie-d'Olt）
  - （fr:Sauveterre-de-Rouergue）
- オート＝ガロンヌ県
  - （fr:Saint-Bertrand-de-Comminges）
- ジェール県
  - （fr:Fourcès）
  - ラレサングル（フランス語版）
  - ラヴェルダン（フランス語版）
  - モンレアル (ジェール県)（Montréal）
  - （fr:Sarrant）
- ロット県
  - （fr:Autoire）
  - （fr:Capdenac）
  - （fr:Cardaillac）
  - カルンナック（フランス語版）
  - （fr:Loubressac）
  - サン・シル・ラポピー（フランス語版）
- タルヌ県
  - カステルノー＝ド＝モンミラル (Castelnau-de-Montmiral)
  - ロートレック（Lautrec）
  - モネスティエ（fr:Monestiés）
  - ピュイセルシ（fr:Puycelsi）
- タルヌ＝エ＝ガロンヌ県（Montréal）
  - オヴィラール（フランス語版）
  - ブリュニケル（フランス語版）
  - （fr:Lauzerte）

### バス・ノルマンディー地域圏
- カルヴァドス県
  - ブーヴロン＝アン＝オージュ（Beuvron-en-Auge）
- マンシュ県
  - バルフルール（Barfleur）
- オルヌ県
  - （fr:Saint-Céneri-le-Gérei）

### オート・ノルマンディー地域圏
- ウール県
  - （fr:Lyons-la-Forêt）
  - （fr:Le Bec-Hellouin）

### ペイ・ド・ラ・ロワール地域圏

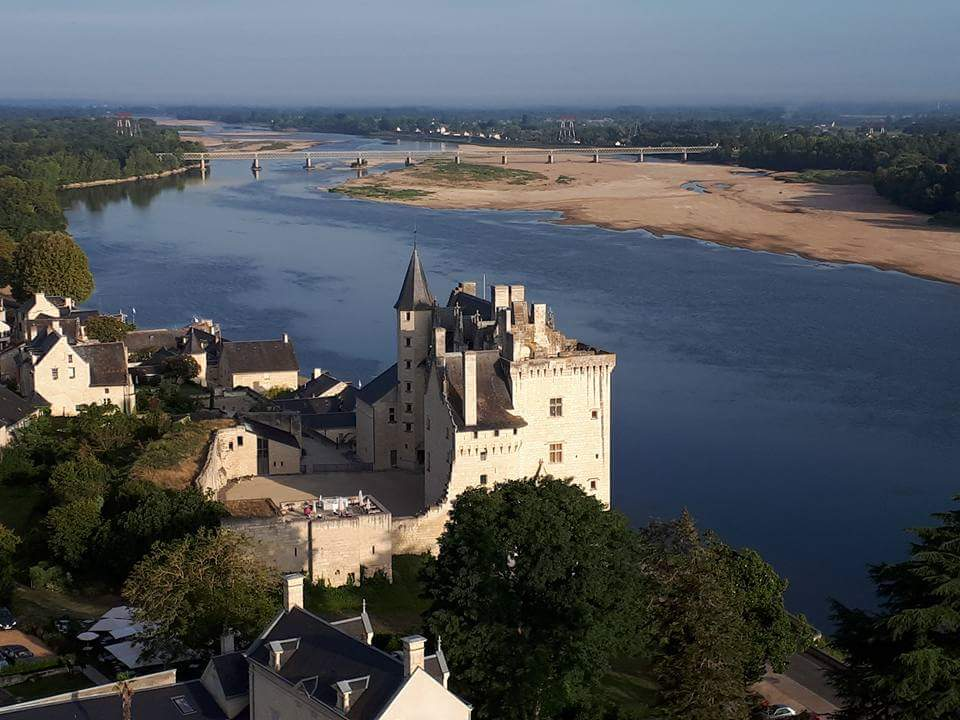
モンソロー

- メーヌ＝エ＝ロワール県
  - モンソロー（Montsoreau）
- マイエンヌ県
  - サント・スザンヌ（フランス語版）
- ヴァンデ県
  - （fr:Vouvant）

### ピカルディ地域圏
- エーヌ県
  - （fr:Parfondeval (Aisne)）
- オワーズ県
  - ジェルブロワ（フランス語版）

### ポワトゥー＝シャラント地域圏
- シャラント県

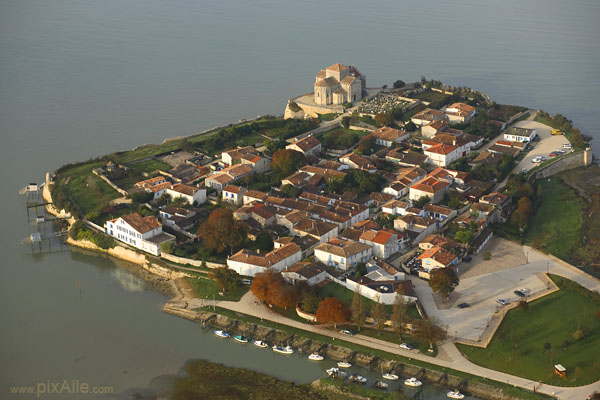
タルモン＝シュル＝ジロンド

  - オブテール・シュル・ドロンヌ （fr:Aubeterre-sur-Dronne）
- シャラント＝マリティーム県
  - アルス・アン・レ （fr:Ars-en-Ré）
  - ラフロット （fr:La Flotte）
  - （fr:Mornac-sur-Seudre）
  - タルモン＝シュル＝ジロンド（Talmont-sur-Gironde）
- ヴィエンヌ県
  - アングル・シュル・ラングラン （fr:Angles-sur-l'Anglin）

### プロヴァンス＝アルプ＝コート・ダジュール地域圏
- アルプ＝ド＝オート＝プロヴァンス県

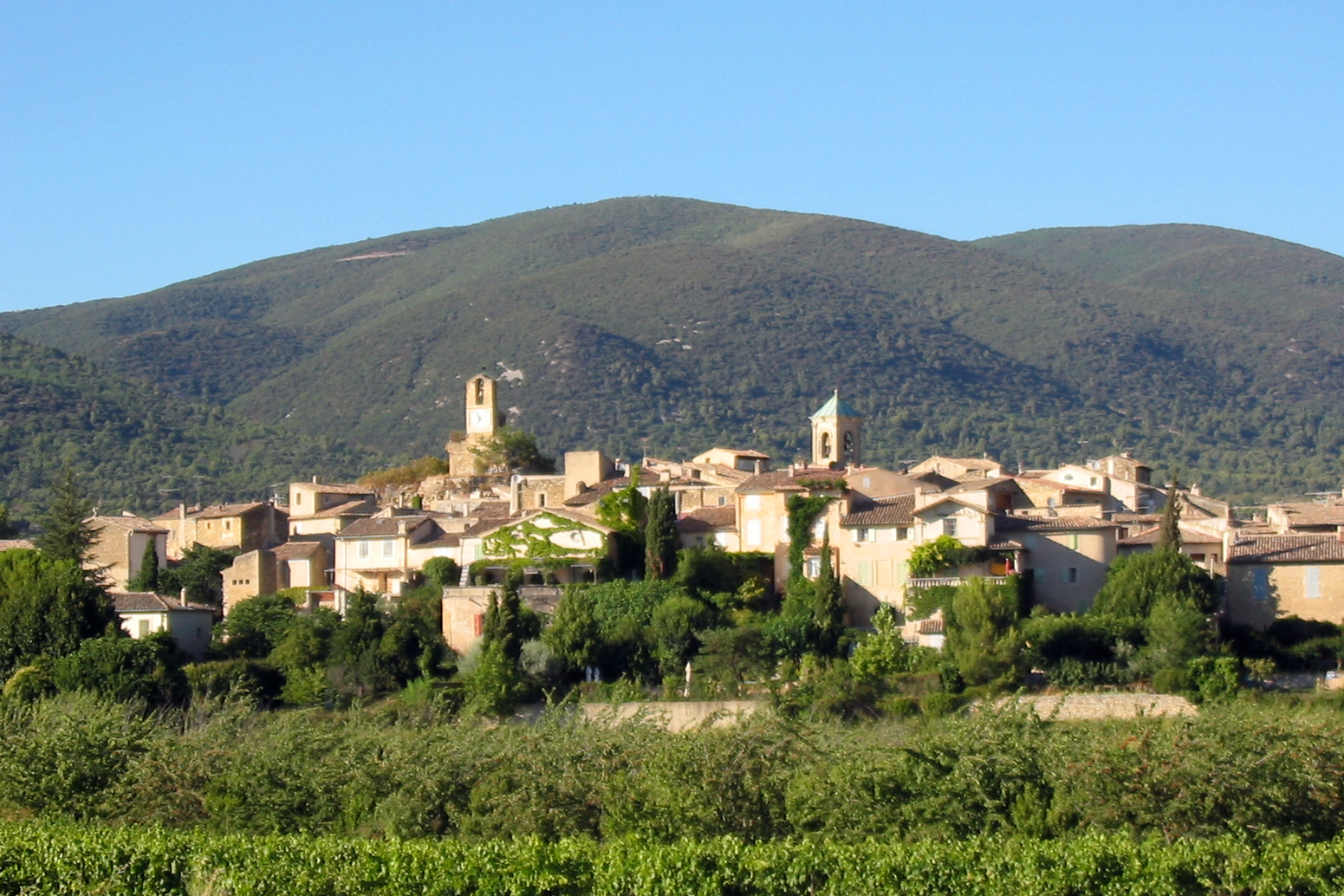
ルールマラン

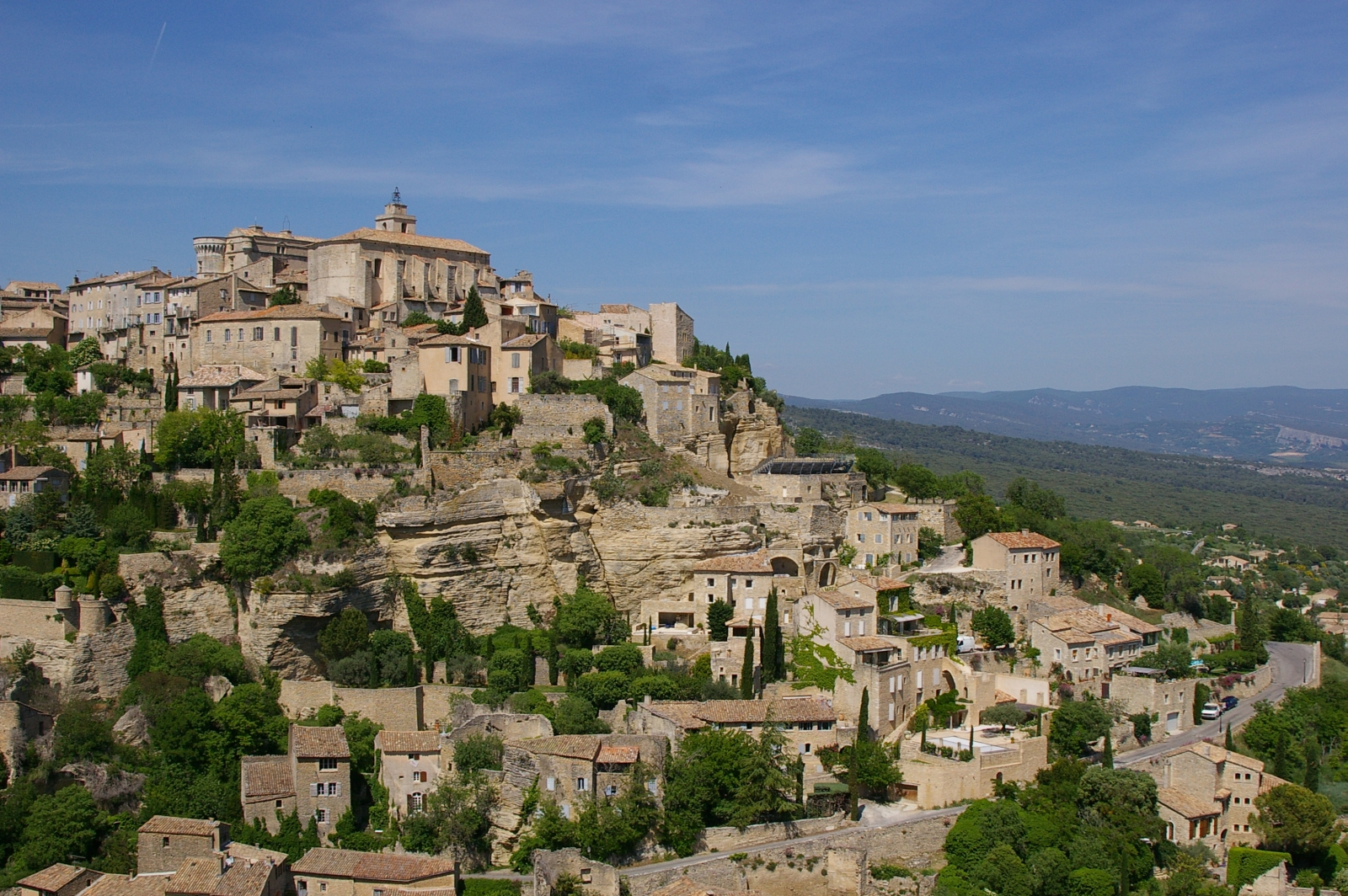
ゴルド

  - ムスティエ＝サント＝マリー（Moustiers-Sainte-Marie）
- アルプ＝マリティーム県
  - コアラーズ（Coaraze）
  - グルドン (アルプ＝マリティーム県)（Gourdon）
  - サンタニェス (アルプ＝マリティーム県)（Sainte-Agnès）
- ブーシュ＝デュ＝ローヌ県
  - レ・ボー＝ド＝プロヴァンス（Les Baux-de-Provence）
- オート＝アルプ県
  - （fr:La Grave）
  - サン・ヴェラン （fr:Saint-Véran）
- ヴァール県
  - バルジェーム （fr:Bargème）
  - ガッサン（Gassin）
  - （fr:Seillans）
  - （fr:Tourtour）
- ヴォクリューズ県
  - アンスウィ（Ansouis）
  - ゴルド（Gordes）
  - ルールマラン（Lourmarin）
  - メネルブ（Ménerbes）
  - ルシヨン (ヴォクリューズ県)（Roussillon）
  - （fr:Séguret）
  - ヴナスク（fr:Venasque）

### ローヌ＝アルプ地域圏
- アン県
  - ペルージュ（fr:Pérouges）
- アルデシュ県
  - バラジュック（Balazuc）
  - （fr:Vogüé）
- ドローム県
  - ラ・ガルド・アデマール （fr:La Garde-Adhémar）
  - （fr:Mirmande）
  - （fr:Montbrun-les-Bains）
  - （fr:Le Poët-Laval）
- イゼール県
  - サン・タントワーヌ・ラベイ （fr:Saint-Antoine-l'Abbaye）
- ロワール県
  - サント＝クロワ＝アン＝ジャレ（fr:Sainte-Croix-en-Jarez）
- ローヌ県
  - （fr:Oingt）
- サヴォワ県
  - ボンヌヴァル（シュル・アルク fr:Bonneval-sur-Arc）
- オート＝サヴォワ県
  - シックス・フェル・ア・シュヴァル （fr:Sixt-Fer-à-Cheval）
  - イヴォワール（fr:Yvoire）

### レユニオン
- レユニオン
  - エルブール（Hell-Bourg）